# 天使面孔 (雞尾酒)
天使面孔（英語：Angel Face）是一款由琴酒、杏子白蘭地和卡爾瓦多斯白蘭地等量調製而成的鸡尾酒。
該款雞尾酒首見於1930年哈里·克拉多克（Harry Craddock）所編寫的《薩伏依飯店雞尾酒配方指南》中。

## 另見
- 雞尾酒列表
- 雞尾酒列表 (按字母排列)
- 國際調酒師協會官方雞尾酒列表